# Arlotto de Prato
Arlotto de Prato est un moine et théologien franciscain italien, né à Prato dans la première moitié du XIIIe siècle, et mort en avril 1286.

## Biographie
Arlotto da Prato est né à Prato. Plusieurs membres de sa famille ont été franciscains. Son frère, Gherardo, est connu comme missionnaire en Orient et pour avoir écrit un commentaire sur les Sentences de Pierre Lombard. Il a étudié à Paris peut-être à partir de 1274 et y a obtenu la maîtrise en théologie en 1281. Il est devenu professeur de théologie en 1281 puis ministre provincial d'Étrurie en 1282. Au Chapitre général des franciscains de Strasbourg, en 1282, il fait partie des quatre maîtres et trois bacheliers de l'Université de Paris choisis par le ministre général des franciscains, Bonagrazia de Bologne, pour examiner les opinions de Pierre de Jean Olivi. Il a été régent du studium franciscain de Paris en 1284-1285.
En mai 1285, à Milan, pendant le Chapitre général de l'ordre présidé par Guillaume de Falgar, il est élu ministre général de l'Ordre des Frères Mineurs, poste qu'il occupe pendant onze mois jusqu'à sa mort en avril 1286. Après son élection, Arlotto écrit une lettre circulaire dans laquelle il renvoie l'Ordre au respect des Constitutions. Il dénonce combien la formation des nouveaux profès est souvent incomplète et superficielle, et recommande que les supérieurs les confient à la direction d'un religieux d'expérience. Il est également fait référence au respect de la pauvreté, notamment en ce qui concerne les livres, qui doivent être répartis également entre les religieux du même couvent et entre les différents couvents par le ministre provincial, en particulier à la mort des frères eux-mêmes. 
Arlotto de Prato est connu pour le Quaestio de Aeternitate Mundi, et en tant que savant biblique. Il a compilé une concordance biblique de la Vulgate latine, Concordantiae Bibliorum utriusque Testamenti. Celle-ci est parfois citée comme la première. L'Encyclopédie juive déclare que le travail d'Arlotto a été utilisé comme modèle pour une concordance de la Bible hébraïque, Meʾiyr natiyb (Qui éclaire le chemin), écrite par Isaac Nathan ben Kalonymus de 1437 à 1447.

## Source
- (it) Cet article est partiellement ou en totalité issu de l’article de Wikipédia en italien intitulé « Arlotto da Prato » (voir la liste des auteurs).